# Kenye-Kenye Jamango
Kenye-Kenye Jamango ist eine islamische Kultstätte im westafrikanischen Staat Gambia.
Der Name (Mandinka Kenye-Kenye Jamango) ist aus der Sprache der Mandinka und bedeutet frei übersetzt: Sanddünen-Moschee oder Moscheen-Erde. Die Moschee liegt rund drei Kilometer südöstlich von Gunjur, unmittelbar am Strand des Atlantischen Ozeans, auf einer rund zwölf Meter hohen Küstendüne.
Die Moschee ist von einer einfachen, eher provisorischen Bauart aus Palmwedeln. Von der Düne aus hat man einen Blick auf den Strand und das einen Kilometer nördlich entfernte Fischerdorf. Die Moschee, die damit verbundenen Gebäude und die Düne sind heilig. Es ist der Ort, an dem Khalifat'ul Tijanniyya Sheikh Umar Taal (der Führer der Tidschānīya-Bewegung in Westafrika) während seines Dschihad Ende der 1830er Jahre verweilt hatte.
An diesem Ort verweilen Pilger bis zu drei Monate. Sie schlafen in einer einfachen aus Hohlblocksteinen und Wellblech errichteten Hütte. Trinkwasser erhalten sie aus einem zementierten Brunnen und beten in der Moschee.
In 800 Meter Entfernung ist die andere Kultstätte Tengworo.